# Frederico Lourenço
Frederico Lourenço (* 1963 in Lissabon) ist ein portugiesischer Altphilologe, Übersetzer, Germanist, Universitätsprofessor und Schriftsteller. Als Autor ist er vor allem als Lyriker, Romancier und Essayist tätig.
Lourenço gilt als einer der bedeutendsten Experten auf dem Gebiet der Gräzistik auf der Iberischen Halbinsel. Er übersetzte unter anderem Homer und Arthur Schnitzler ins Portugiesische und ist als Übersetzer der Bibel aus dem Altgriechischen ins Portugiesische tätig.

## Leben
Lourenço wurde als Sohn von Manuel António dos Santos Lourenço (1936–2009), einem bekannten Lektor, Übersetzer, Professor und Schriftsteller geboren. Er lebte seit seinem zweiten Lebensjahr für gut zehn Jahre in Oxford und London, wo der Vater als Lektor tätig war. Nach der Rückkehr nach Portugal besuchte er das Französische Lyceum Charles Perrier in Lissabon und lernte Deutsch am Goethe-Institut in Lissabon. Er studierte dann im Hauptfach Altphilologie mit Schwerpunkt auf Altgriechischer Geschichte, Literatur und Sprache und machte sein Examen an der Universität Lissabon in Altphilologie 1988. Seine Dissertation schrieb er über die lyrischen Texte des Euripides. Anschließend war er als Dozent im gleichen Fach an der Universität Lissabon tätig und wechselte 2009 als Dozent an die Universität Coimbra.
Seit 2015 arbeitet er an einem Mammutprojekt, der gutverständlichen, aber dennoch am Text ausgerichteten Übersetzung der kompletten Bibel, also aller 80 Bücher der Bibel, aus dem Altgriechischen, deren Abschluss für 2019 anvisiert ist. Sie ist ein Teil seines Projektes „Biblioteca Grega“, die versucht, die komplette altgriechische Literatur ins moderne Portugiesisch zu übertragen. Fertig sind bereits neue Übersetzungen von Homers Ilias (2003) und Odyssee (2005).
Als Übersetzer zeichnete er auch verantwortlich für Übersetzungen von Arthur Schnitzlers Werk sowie des Don Carlos von Friedrich von Schiller, der in seiner Übersetzung auch am Lissabonner Teatro da Cornucópia in Lissabon gespielt wurde, 2008 in einer Inszenierung von Luís Miguel Cintra. Daneben ist er als Filmessayist für diverse Zeitungen wie Independente, Expresso, Público oder Diario de Noticias tätig und schrieb Artikel u. a. über Howard Hawks, Frank Capra und Ernst Lubitsch. Es entstanden viele Texte über die portugiesische Filmgeschichte.
Schon als Kind zeigten sich seine Sprachbegabung und die Begeisterung für fremde Sprachen. Er spricht fließend und akzentfrei Deutsch. Seine Homosexualität behandelt er diskret; sie wird nur in der gedruckten Presse erwähnt.
2002 erhielt er den Preis des portugiesischen PEN-Clubs, 2006 den Prémio David Mourão-Ferreira. 2016 erhielt er den Prémio Pessoa, der seit 1987 jährlich eine portugiesische Person auszeichnet, die sich in besonderer Weise wissenschaftlich, künstlerisch oder literarisch verdient gemacht hat.

## Werk (Auswahl)
- Pode um desejo imenso, Roman, 2002.
- Odisseia de Homero, 2003, Cotovia, Übersetzung aus dem Griechischen.
- A formosa Pintura da Mundo, Erzählungen, 2005.
- Ilíada de Homero, 2005, Übersetzung aus dem Griechischen
- Novos Ensaios Helénicos e Alemães (2008), Essays aus dem Deutschen und dem Griechischen.
- Santo Asinha e outros poemas, 2010, Lyrik.